# Goudhurst
Goudhurst – wieś w Anglii w regionie Royal Tunbridge Wells w hrabstwie Kent. Nazwa miejscowości najprawdopodobniej pochodzi od staroangielskiego zwrotu guo hyrst oznaczającego wzgórze bitwy.